# Pointe Michel
Pointe Michel ist ein Dorf an der Südwestküste des Inselstaates Dominica. Es ist der größte Ort im Parish Saint Luke und 5,48 km von Roseau entfernt.
Der Ort ist Geburtsort der Premierministerin Dame Eugenia Charles.